# Liniów
Liniów – wieś na Ukrainie, w obwodzie wołyńskim, w rejonie włodzimierskim. W 2001 roku liczyła 427 mieszkańców.
W 1943 roku podczas rzezi wołyńskiej miejsce dwóch masowych zbrodni na Polakach.
W czasie okupacji niemieckiej mieszkająca tutaj ukraińska rodzina Neczyporuków udzielała schronienia Żydowi Isaakowi Kukkerowi. W 2005 roku Instytut Jad Waszem uhonorował za to Antona i Ulanę Neczyporuków tytułami Sprawiedliwych wśród Narodów Świata.
Do 2020 w rejonie łokackim. 